# テュークスベリーの戦い
テュークスベリーの戦い（Battle of Tewkesbury）は、1471年5月4日にグロスターシャーのテュークスベリーで行なわれた戦いである。この戦いで、薔薇戦争は大きな節目を迎える。

## 背景
この戦闘の時点で、精神的に不安定なランカスター家の王ヘンリー6世は、ライバルで戦闘では無敗を誇るヨーク家のエドワード4世によって、2回目の退位をさせられたところであった。即位・退位を繰り返すこの状況の変化は、「キングメーカー」と称されるウォリック伯の干渉によるものだった。ウォリック伯はまずエドワード4世を支援し、後にヘンリー6世を支援した。だが、そのウォリック伯も既に亡く（この3週間前のバーネットの戦いで殺されている）、残ったランカスター派の軍隊は、ヘンリー6世の王妃マーガレットとその息子で17歳になる王太子エドワードによって指揮されていた。もしマーガレットがウォリック伯の敗戦の時にイングランドに戻って来ていて、彼女と同盟を結んでいたペンブルック伯ジャスパー・テューダー（ヘンリー・テューダーの叔父）と組んでバーネットの戦いに参陣していたら、エドワード4世のヨーク派軍に対抗できる可能性も残っていただろう。
彼女の唯一の希望はグロスターでセヴァーン川を渡ることであったが、これはグロスターの町と城を治めるヨーク派のリチャード・ボーシャン卿（Sir Richard Beauchamp）に拒否されて失敗した。

## 戦闘
マーガレットは残っている指揮官の中でも経験豊かなサマセット公に大きく依存した。だが、彼の能力は王朝を支えられるほどのものではなかった。
ヨーク派は大砲で優勢だったが、サマセット公はそこを読み違え、王弟グロスター公リチャード（後の国王リチャード3世）によって近くの森に密かに配置されていた騎兵200が自軍の側面を充分攻撃できる位置に布陣してしまった。そのため、後退するランカスター派の中でパニックが起こり、サマセット公は事態を収拾するために、戦闘に加わらず静観していた部将のウェンロック卿（エドワード王太子を伴っていた）を処刑したと言われている。
ウェンロック卿はこの日生き残って逃げ延びたという説もある。ウォリック伯がランカスター派につくまで、ウェンロック卿はずっとヨーク派だったからというのがその根拠であるが、その場合、テュークスベリーの戦い後の消息は不明。
「血まみれの牧草地（Bloody Meadow）」として知られている野原で、恐らくサマセット公の軍隊の半分ぐらいが虐殺された。サマセット公ら一部の将兵が近くのテュークスベリー修道院（Tewkesbury Abbey）に逃げ込んだが、そこにもヨーク派の追っ手が差し向けられたと言われる。

## ランカスター朝の終焉
テュークスベリーの戦場における高貴な死傷者の一人はエドワード王太子だった（戦闘中の死亡であるか戦闘後の死亡であるかは明らかではないが、クラレンス公の兵が討ち取ったといわれる）。エドワードは今日に至るまで、イングランド史上「戦死した唯一の王太子（プリンス・オブ・ウェールズ）」である。
マーガレット王妃と義理の娘アン・ネヴィル（王太子妃）は「最も高貴な捕虜」とされ、残ったサマセット公を含む全ての戦闘指揮官はその後間もなく手短に処刑された。ヘンリー6世は既にロンドン塔に収監されており、同月21日にロンドン塔のウェイクフィールド・タワー内で、エドワード4世の命を受けた何者かに殺害されている。